# NGC 4577
NGC 4577 é uma galáxia espiral (Sab) localizada na direcção da constelação de Virgo. Possui uma declinação de +06° 00' 44" e uma ascensão recta de 12 horas, 39 minutos e 12,4 segundos.
A galáxia NGC 4577 foi descoberta em 28 de Janeiro de 1784 por William Herschel.